# Toni Caradonna

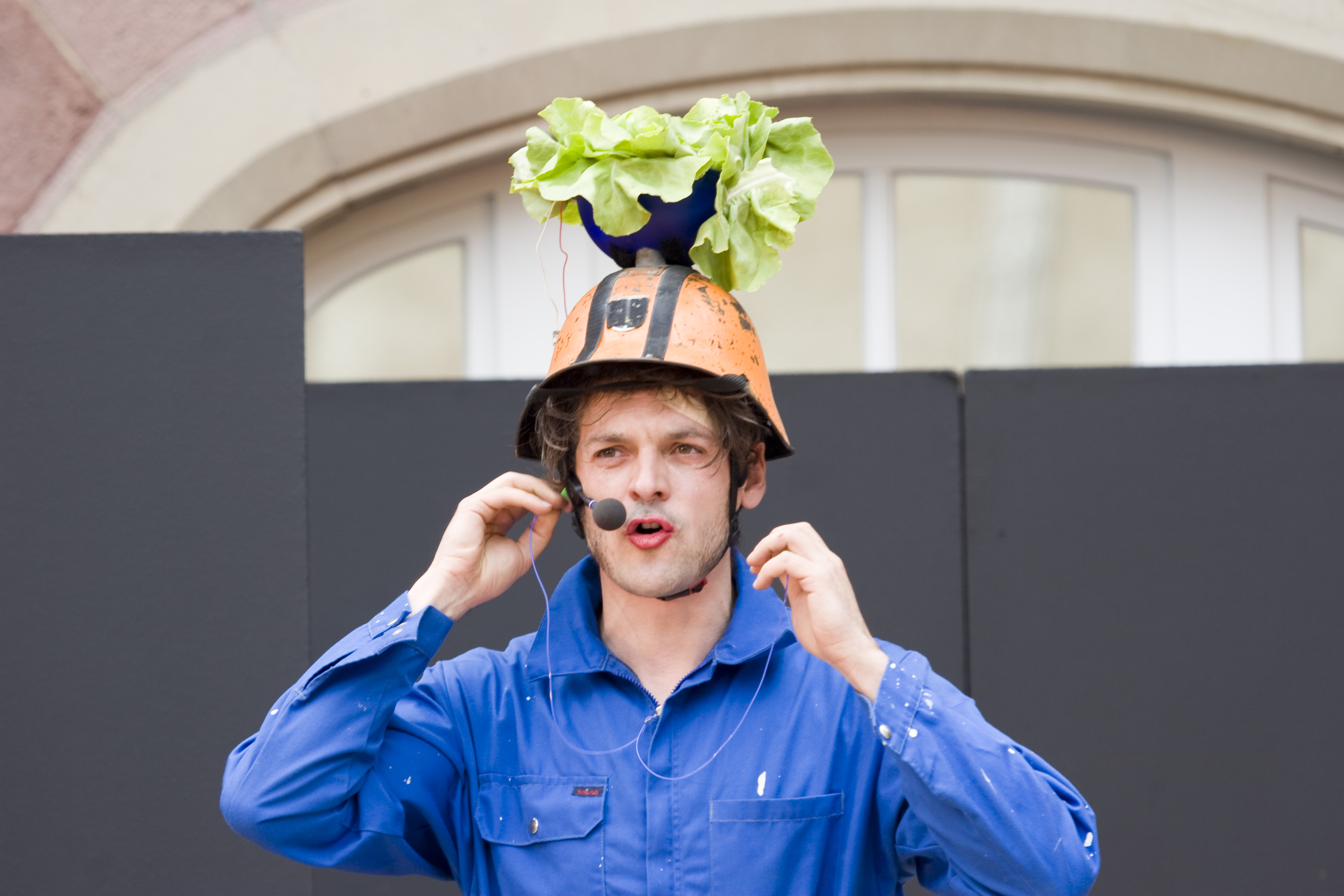
Toni Caradonna als Superbuffo auf dem Straßentheaterfestival Tête-à-tête in Rastatt 2008

Toni Caradonna (* 1972 in Biel/Bienne, Schweiz) ist ein Schweizer Komödiant und Straßenkünstler. 
Caradonna tritt seit 1991 als Künstler auf: erst als Jongleur, dann als Comedian und schließlich unter dem Künstlernamen «Dottor’ Antonio Superbuffo Caradonna». 
12 Jahre lang war er mit dem Duo «Les Somnifreres» unterwegs. Gleichzeitig war er auch aktiv in der Clowntruppe «Nase» in Bern und danach im australischen Zirkus «Lunar Circus». Seit 2001 tourte er unter dem o. a. Pseudonym mit seiner Soloshow Stuntcomedy.
Caradonna übersetzte und adaptierte 2007 das Theaterstück von Joseph Gorgoni Joseph Gorgoni. Er inszeniert Crew-Shows auf Kreuzfahrtschiffen und wirkt dort auch als Berater und Regisseur. Er schuf den jährlich vergebenen Künstlerpreis Superbuffo Award of Honour.

## Auszeichnungen
- Preisträger Festival Artisti di strada in Ascona (CH) 2004
- Kleiner Prix Walo, Kategorie «Artistik» 1996
- 1., 2. und Publikumspreise am Festival Images in Vevey (CH) 1997 / 1997 / 1998
- 1., 2. und 7. Preis am Gauklerfestival Lenzburg (CH) 1997 / 1999 / 2001
- diverse Preise an den Festivals in Feldkirch und Innsbruck (A) 1994 / 1995 / 2000
- 1. und 3. Preis am Festival d’Animation de rue Sion (CH)